# Конюшівка (Чернігівський район)
Конюшівка — колишнє село в Україні, Чернігівському районі Чернігівської області. Підпорядковувалось Пакульській сільській раді.
Розташовувалося за 1 км на південь від Пакуля, на висоті 136 м над рівнем моря.
У 1980-і роки мало вигляд окремо розташованого двору.
Вперше згадане як хутір Конюшина на 2 двори, де жило 35 мешканців. 1983 року у селі мешкало декілька осіб. 18 грудня 1996 року Чернігівська обласна рада зняла село з обліку.